# Australische parlementsverkiezingen 2013
Op 7 september 2013 werden in Australië federale parlementsverkiezingen gehouden. De zittende minister-president Kevin Rudd, van de sociaaldemocratische ALP, nam het op tegen de centrumrechtse kandidaat Tony Abbott van de coalitie (Liberal Party of Australia, de Liberal National Party of Queensland, de National Party of Australia en de Country Liberal Party). 
In juni 2013 stapte ALP-premier Julia Gillard op wegens slechte resultaten in de peilingen. Een vertrouwensstemming binnen haar eigen partij verloor zij. Onder de volksvertegenwoordigers stemden 45 parlementsleden voor Gillard, tegenover 57 voor Kevin Rudd. Eind juni 2013 werd Rudd tussentijds minister-president van Australië.
De coalitie behaalde onder leiding van Abbott 88 zetels, een winst van 16 ten opzichte van 2010. De sociaaldemocratische Rudd haalde 72 zetels, een verlies van 17. Rudd nam ontslag als partijleider en minister-president. Op 18 september werd de conservatieve Abbott de nieuwe minister-president. 

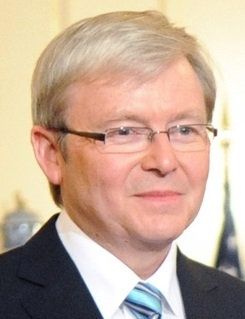
Kevin Rudd
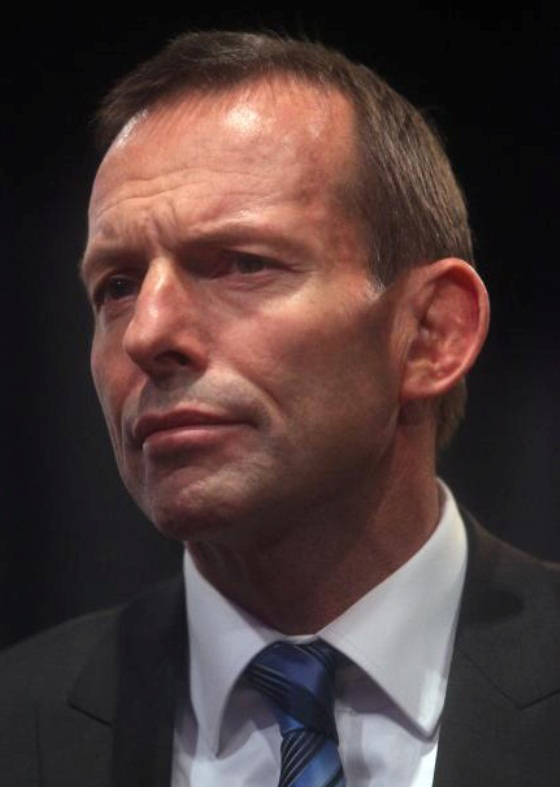
Tony Abott